# Jacob Oberlin
Pour les articles homonymes, voir Oberlin.
Jacob Oberlin est un orfèvre actif à Strasbourg dans la seconde moitié du XVIIe siècle. 

## Biographie

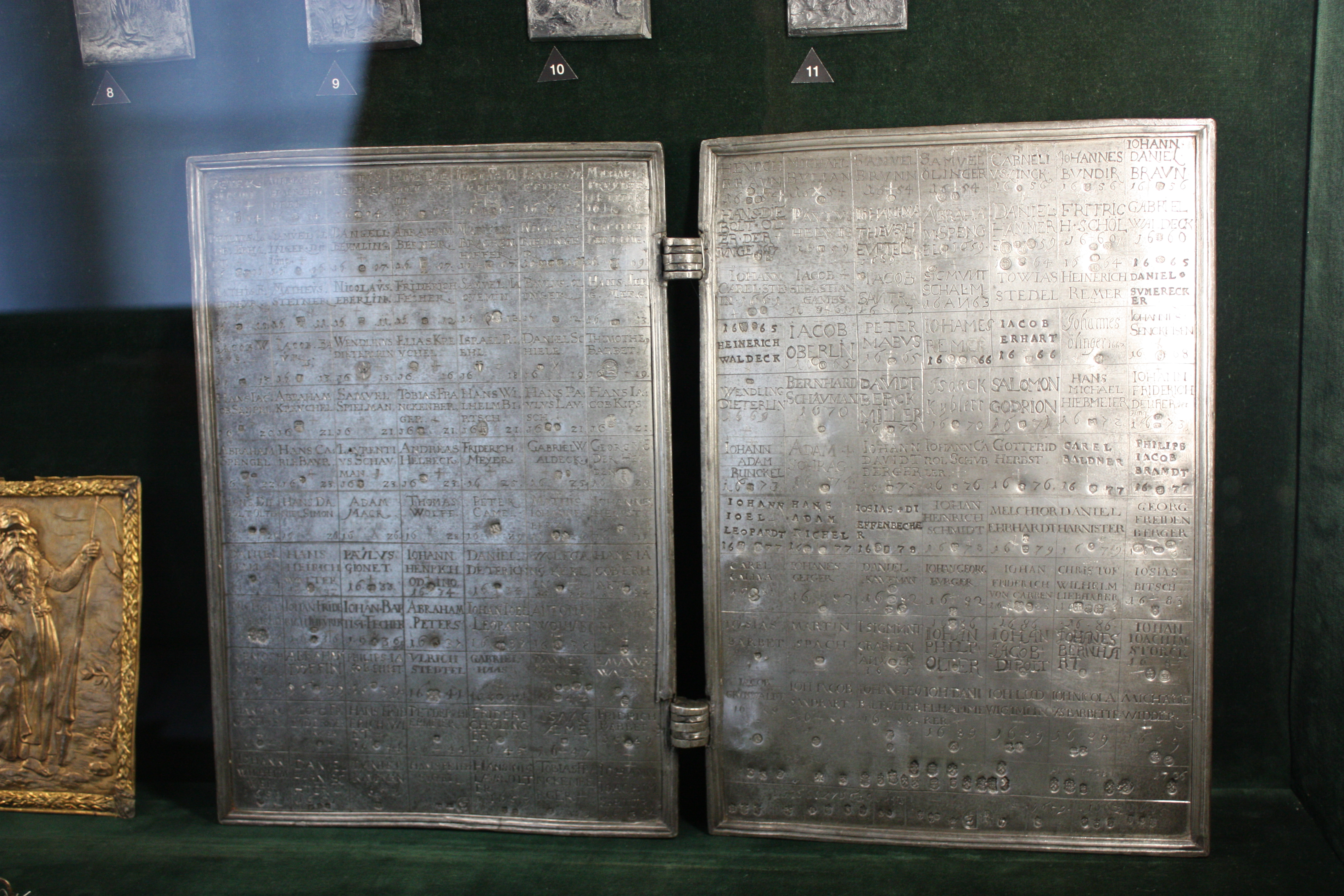
Poinçon 1665 de Iacob Oberlin sur la table d'insculpation (centre-gauche de la table de droite).

Né le 29 janvier 1640 à Colmar, il est le fils d'un orfèvre portant le même prénom, qui fut maître de la corporation du Sureau et plus tard Stettmeister et Schultheiss (écoutète).
Reçu maître en 1665, il obtient le droit de bourgeoisie par son mariage avec Anne Ursule Waldeck, fille et sœur d'orfèvres, et veuve d'un autre orfèvre, Samuel Oelinger, maître en 1654, dont il continue l'affaire.

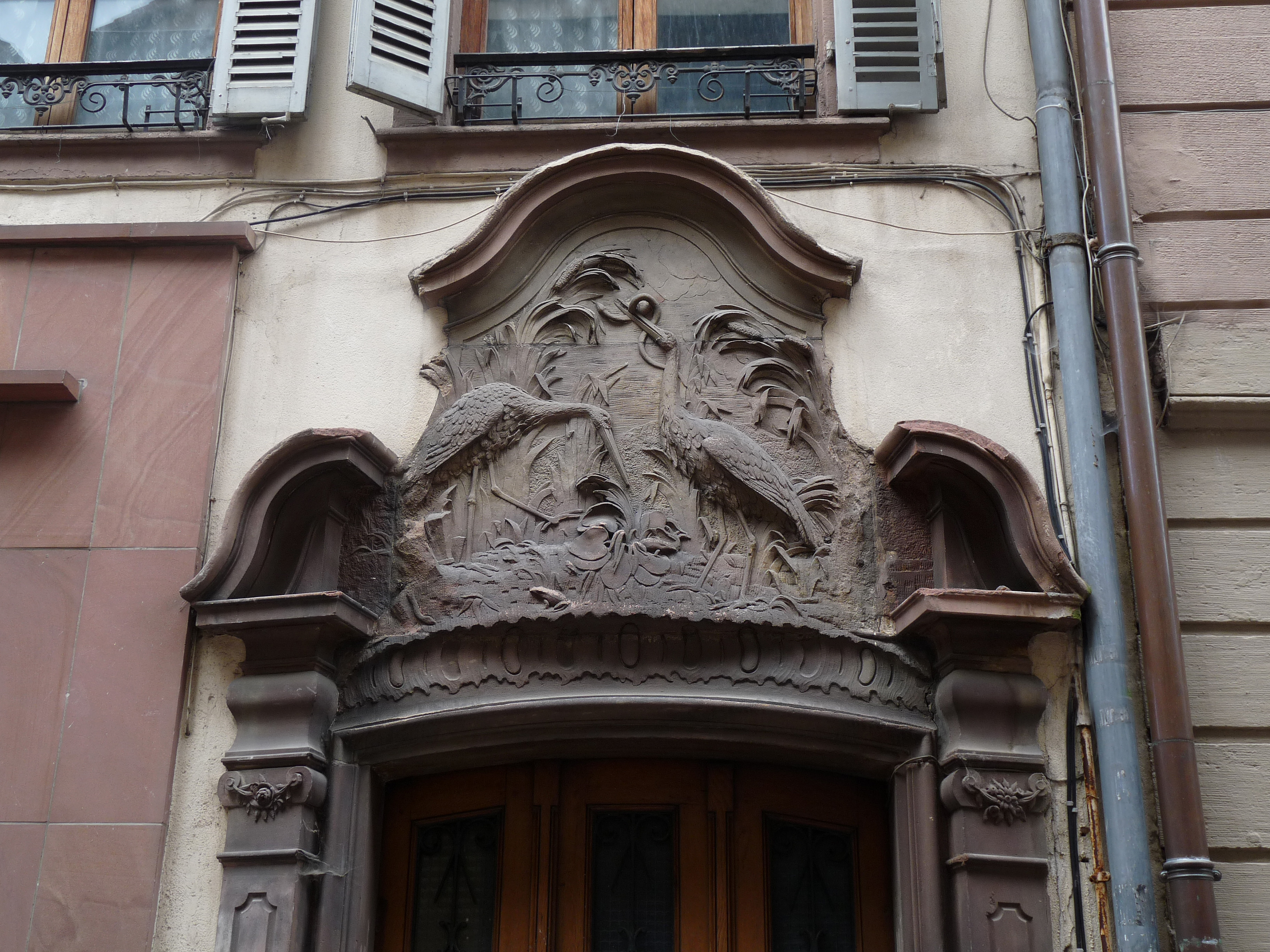
Fronton de la maison aux Cigognes.

En 1672 Jacob Oberlin et sa femme Anne Ursule achètent une maison au 14, rue des Orfèvres, connue sous le nom de « maison aux Cigognes». Le père de Jacob meurt en 1688. En 1695 le couple revend la maison à Jean-Louis I Imlin. Cette « maison aux Cigognes » sera habitée par la suite par d'autres orfèvres, tels que Jacques Henri Alberti et Jean Louis Buttner.
On ne connaît pas la date et les circonstances de la mort de Jacob Oberlin, mais on sait qu'il est encore en vie en 1705, car à cette date, selon les Archives de Strasbourg, il possède une maison de campagne en amont du moulin de la Ganzau, au sud de Strasbourg.

## Œuvre

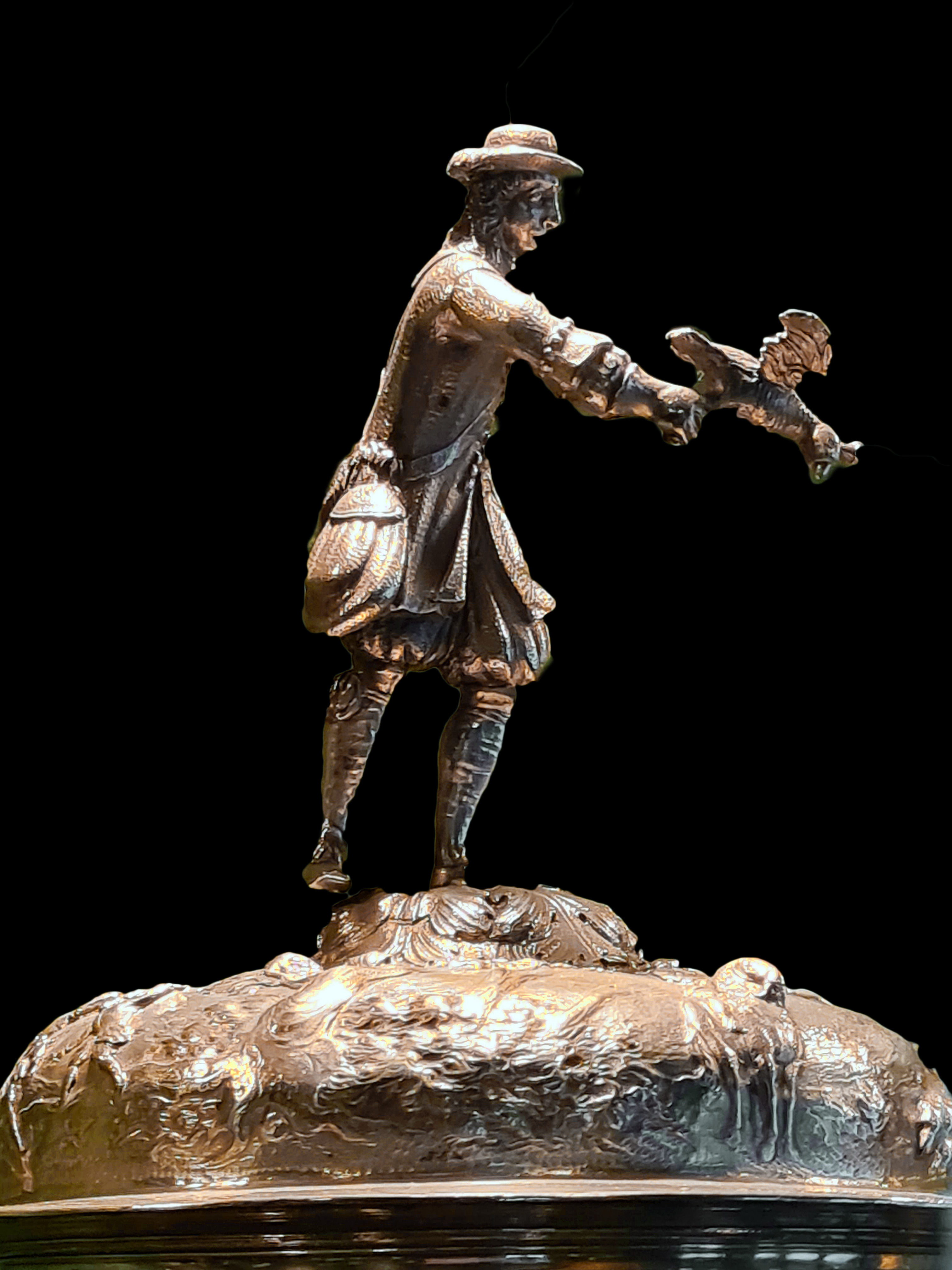
Fauconnier sur le couvercle du grand hanap (détail).

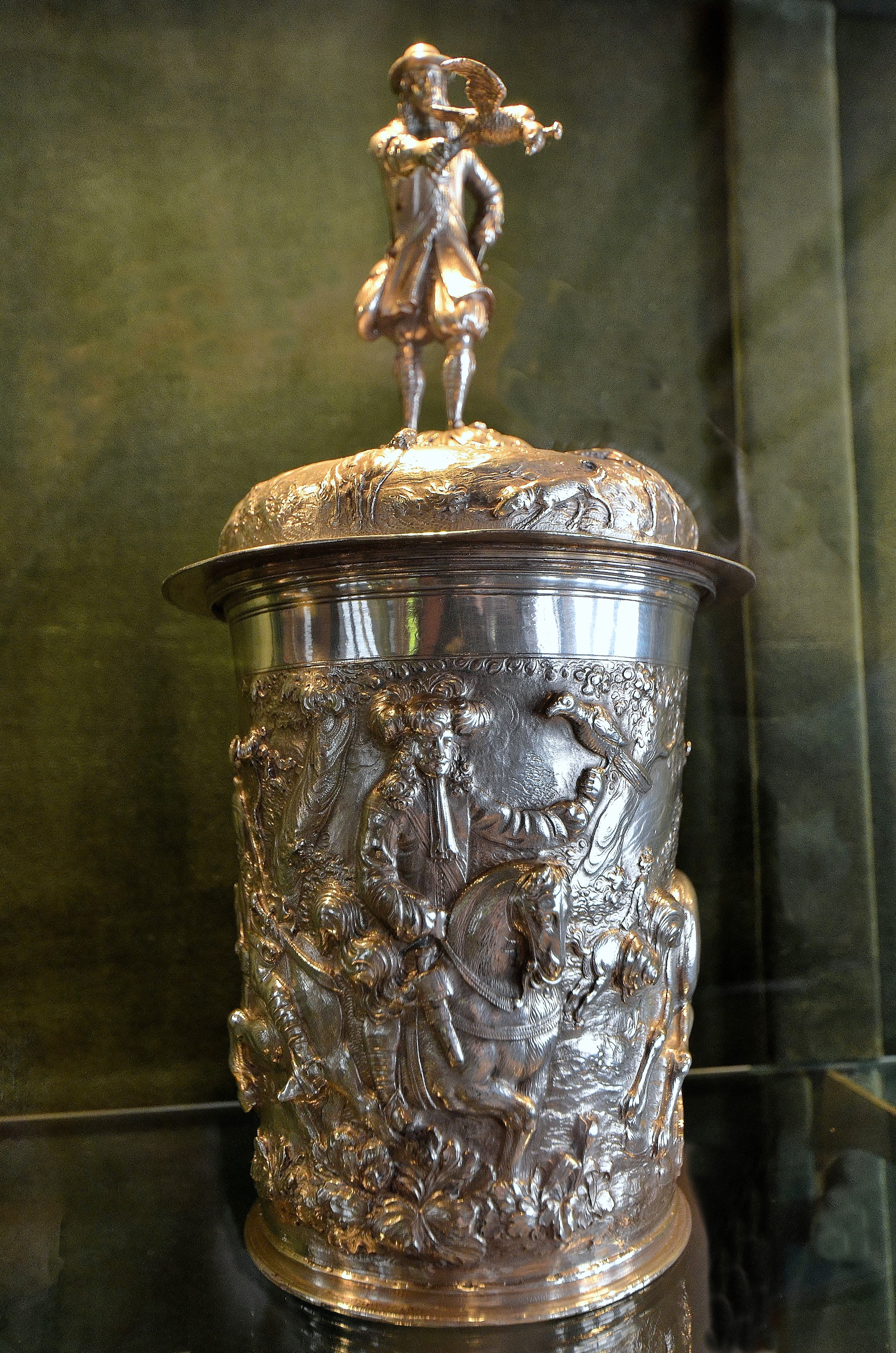
Gobelet de chasse en argent.

La pièce la plus prestigieuse que l'on connaît de lui est un grand gobelet de chasse en argent repoussé et ciselé, doré à l'intérieur. Ce hanap est surmonté, en guise de bouton, d'une statuette de fauconnier en costume du XVIIe siècle, tenant son oiseau à la main. Le gobelet et son couvercle sont ornés de scènes de chasse, avec de vigoureux cavaliers et leurs montures. À l'intérieur du couvercle un médaillon gravé figure une chouette branchée entourée d'oiseaux. Gobelet et couvercle sont poinçonnés du 13 couronné d'une fleur de lys (Strasbourg) et d'un I s'inscrivant dans un O, marque qui a permis d'identifier l'auteur, maître en 1665, sur les tables d'insculpation de la maîtrise de Strasbourg. Le poinçon de contrôle, en usage entre 1674 et 1690, confirme la date que l'on peut déduire du style et des vêtements des personnages : la pièce aurait été exécutée entre 1675 et 1680.
Observant chez Jacob Oberlin un style à la fois narratif et réaliste, Hans Haug souligne une inspiration résolument germanique.
Dans son ouvrage de 1890, Der Goldschmiede Merkzeichen, l'historien de l'art Marc Rosenberg (de)  décrit sommairement la pièce (« Weissssilberner konischer Becher, mit Jagdscenen getrieben ») et indique comme propriétaire le défunt baron Carl von Rothschild à Francfort. Le 26 avril 1937 le hanap figure dans le catalogue de la vente Victor Rothschild chez Sotheby's, puis sa trace se perd avant sa réapparition sur le marché londonien. Le musée des Arts décoratifs de Strasbourg a pu l'acquérir en 1959. L'objet est présenté au musée de l'Œuvre Notre-Dame de Strasbourg.
D'autres pièces apparaissent quelquefois dans les catalogues de ventes aux enchères, tel un gobelet à fond plat en vermeil, le fond amati dit « peau de requin » entre deux bandeaux unis, dont la date est estimée entre 1682 et 1725.